# Політичний плюралізм
Політичний плюралізм — (нім. Pluralismus, від лат. Pluralis — множинний) — це фундаментальний принцип суспільного життя, який базується на різноманітті поглядів, підходів, позицій та концепцій у політичній діяльності. Цей принцип є ключовим критерієм демократичного та гуманістичного розвитку суспільства і держави. Політичний плюралізм несумісний з ідеологічним монізмом, централізацією влади, монополізацією управління чи одержавленням політичного та соціального життя.

## Ознаки
Розвинені форми політичного плюралізму характеризуються:
- багатоваріантністю;
- можливістю вибору;
- альтернативністю;
- свободою в різних сферах суспільного життя.

У різних аспектах суспільного життя політичний плюралізм проявляється наступним чином:
- Економіка: різноманіття форм власності та механізмів її організації.
- Соціальна сфера: існування різних соціальних інтересів, що відображають стратифікацію суспільства.
- Культурно-духовна сфера: забезпечення свободи дискусій, гласності, різноманіття думок та поглядів.

## Правова основа
Політичний плюралізм ґрунтується на конституційно гарантованих правах і свободах громадян, таких як:
- свобода думки і слова;
- право на об'єднання у політичні партії та громадські організації;
- участь в управлінні державними справами (статті 34-36, 38 Конституції України).

## Багатопартійність як ключовий елемент
Однією з основних ознак політичного плюралізму є багатопартійність, що сформувалася в Україні після здобуття незалежності та закріплена у статті 37 Конституції. Важливим доповненням до багатопартійності є наявність різноманітних політичних рухів, виборчих об'єднань, профспілок та громадських організацій.

## Обмеження діяльності
Конституція України встановлює обмеження для політичних партій та громадських об'єднань, якщо їхні цілі чи дії спрямовані на:
- насильницьку зміну конституційного ладу;
- порушення територіальної цілісності або національної безпеки;
- утворення незаконних збройних формувань;
- розпалювання соціальної, расової, національної чи релігійної ворожнечі.

Цей принцип політичного плюралізму є запорукою демократичного розвитку та гарантує право громадян на вільне висловлювання своїх позицій і участь у державному житті.